# Simopelta jeckylli
Simopelta jeckylli är en myrart som först beskrevs av Mann 1916.  Simopelta jeckylli ingår i släktet Simopelta och familjen myror. Inga underarter finns listade i Catalogue of Life.